# Нечаевы
Неча́евы — дворянский род.
Опричником Ивана Грозного числился Степан Нечаев (1573).
В Гербовник внесены три фамилии Нечаевых:
1. Нечаевы, предки которых жалованы были поместьями в 1673 г. (Герб. Часть IV. 126).
2. Григорий Панкратьев сын Нечаев, пожалованный в дворянское достоинство в 1741 г. (Герб. Часть III. № 141).
3. Николай Нечаев, возведённый в дворянское достоинство в 1835 г. (Герб. Часть XI. № 68)[2].

Род Нечаевых внесён в VI, II и III части родословных книг Костромской, Московской, Воронежской Губернии., Саратовской и Симбирской губерний (Гербовник, IV, 126).

## Происхождение и история рода
Род Нечаевых выводит себя от Плещеевых и Москотиньевых и считает своим родоначальником Нечая Акинфиевича Москотиньева, что не соответствует действительности. При подаче поколенной росписи (01 февраля 1686) Палата родословных дел усмотрела, что в родах идущих от Фёдора Бяконта про Нечаевых ничего не писано. После проведённого разбирательства (10 июня 1686), был издан Царский указ о невнесении родословия Нечаевых в родословную книгу (Бархатная книга), в главу Плещеевых. На выписке была царская помета: «Отказать и написать в Родословной книге, что Нечаевы к Плещеевым причитались и им в том отказано, потому что они не их роду».
Степан Дмитриевич Нечаев (1792—1860) — обер-прокурор Священного синода (1833—36). Его сын Юрий Степанович Нечаев-Мальцов унаследовал также фамилию Мальцовых от матери.

## Описание гербов

#### Герб. Часть IV. № 126.
Герб рода Нечаевых: в щите, имеющем красное поле, крестообразно изображены серебряный меч и золотая булава.
Щит увенчан обыкновенным дворянским шлемом с дворянской короной и тремя страусовыми перьями. Намёт на щите красный, подложен золотом.
В Гербовнике Анисима Титовича Князева 1785 года имеется описание печати тайного советника, московского почетного опекуна (1808—1827) Александра Петровича Нечаева, вполне сходного с выше описанным гербом. Только поверх эмблем булавы и меча изображена начальная буква фамилии Нечаевых.

#### Герб. Часть III. № 141.
Герб потомства Григория Панкратьевича Нечаева: щит разделен перпендикулярно на две части, из которых в правом в чёрном поле между тремя серебряными пятиугольными звездами изображено золотое стропило с означенными на нем тремя горящими гранатами натурального цвета. В левой части в красном поле между восемью золотыми хлебными колосьями серебряная шпага, остроконечием обращенная вверх, имеющая рукоятку и эфес золотые. Щит увенчан обыкновенным дворянским шлемом, на котором наложена лейб-компании гренадерская шапка со страусовыми перьями красного и белого цвета, а по сторонам шапки видны два черных орлиных крыла и на них по три серебряные звезды. Намёт на щите красного и черного цветов, подложенный с правой стороны серебром. а с левой стороны золотом.
Григорий Панкратьевич Нечаев происходил из крестьян Великоустюжского уезда и служил с 1733 года, в 1735 году переведён в гвардию.

#### Герб. Часть XI. № 68.
Герб воронежского 1-й гильдии купца Николая Нечаева: щит поделен горизонтально. Верхняя часть поделена вертикально: в 1-й части в голубом поле золотая пчела. Во 2-й золотой части красное пламенное сердце. В 3-й нижней серебряной части на синей воде черный двухмачтовый корабль. Над щитом дворянский шлем с короной. Нашлемник: три серебряных страусовых пера. Намёт: справа — голубой с золотом, слева — красный с золотом.

## Известные представители
- Нечаев Григорий — дьяк, воевода в Астрахани (1627—1629).
- Нечаев Василий Григорьевич — стряпчий (1636), стольник (1658—1668).
- Нечаев Иван Константинович — стольник (1676—1692).
- Нечаев Петр Панкратьевич — стряпчий (1677), стольник (1680—1692).
- Нечаев Иван Артемьевич — московский дворянин (1677).
- Нечаев Панкратий Васильевич — московский дворянин (1692)[10][11].

## См. также

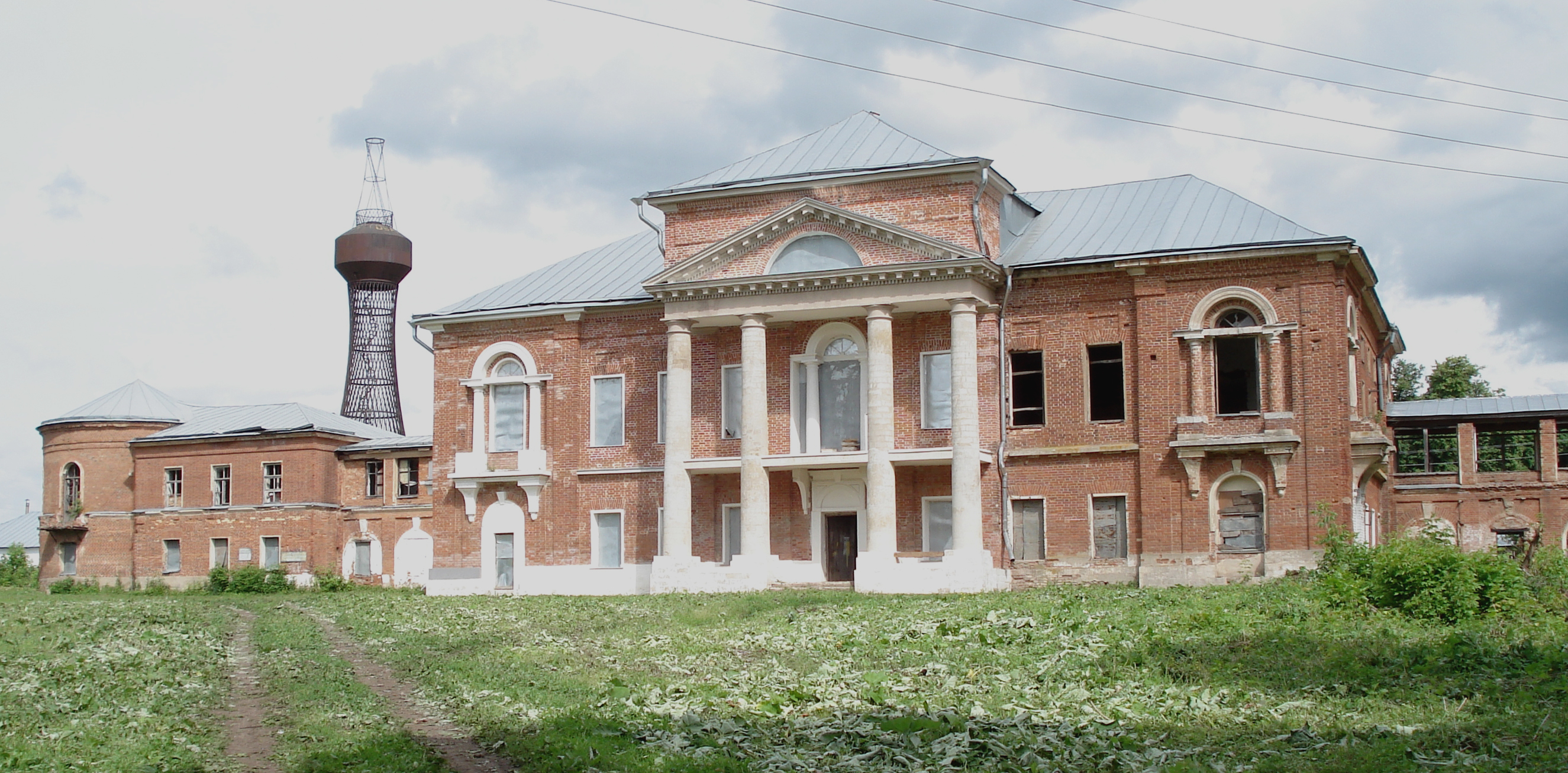
Дворец Нечаевых (XVIII век), архитектор В. И. Баженов и башня Шухова (XIX век) в усадьбе Полибино (Липецкая область)

## Примечание
1. ↑  Список опричников Ивана Грозного. СПб, 2003 г. Изд. Российская национальная библиотека.//Список опричников Ивана Грозного с указанием их служб и «Жалования окладом» в 1573 г.
2. ↑  Сост. граф Александр Бобринский. Дворянские роды, внесённые в Общий Гербовник Всероссийской Империи: в 2-х т. — СПб, тип. М. М. Стасюлевича, 1890. Автор: Бобринский, Александр Алексеевич (1823—1903). Часть II. Нечаевы. стр. 292—293; 496; 667.
3. ↑  Московское дворянство. Алфавитный список дворянских родов с кратким указанием важнейших документов, находящихся в родословных делах Архива Московского Дворянского Депутатского Собрания. — Москва: Тип. Л.В. Пожидаевой, 1910. — С. 302. — 614 с. Архивировано 9 сентября 2018 года.
4. ↑  А. Барсуков. Обзор источников и литературы Русского родословия. Напечатано по распоряжению Императорской Академии Наук. СПб. 1887 г. стр. 7-8.
5. ↑  А. В. Антонов. Родословные росписи конца XVII века. — Изд. М.: Рос.гос.арх.древ.актов. Археогр. центр. Вып.6. 1996 г. Нечаевы. стр. 252—253. ISBN 5-86169-011-1 (Т.6). ISBN 5-028-86169-6.
6. 1 2  А. Т. Князев. Гербовник Анисима Титовича Князева 1785 года. Издание С. Н. Тройницкий 1912 г. Ред., подгот. текста, послесл. О. Н. Наумова. — М. Изд. «Старая Басманная». 2008 г. Нечаевы. стр. 135. ISBN 978-5-904043-02-5.
7. ↑  Сост: П. А. Дружинин. Общий Гербовник Дворянских Родов. Части I—X. М., Изд. Трутень. 2009 г. стр. 415—416. ISBN 978-5-904007-02-7.
8. 1 2  С. Н. Тройницкий. Гербы лейб-кампании: обер и унтер-офицеров и рядовых. Пг, 1914 г. стр. 253—254; 551.
9. ↑  Сост: И. В. Борисов. Дворянские гербы России: опыт учёта и описание XI—XXI частей «Общего Гербовника дворянских родов Всероссийской империи». М., ООО Старая Басманная. 2011 г. стр. 30. ISBN 978-5-904043-45-2.
10. ↑  Чл.археогр.ком. А. П. Барсуков (1839—1914). Списки городовых воевод и других лиц воеводского управления Московского государства XVII столетия по напечатанным правительственным актам. — СПб. тип М. М. Стасюлевича. 1902 г. Нечаевы. стр. 529. ISBN 978-5-4241-6209-1.
11. ↑  Алфавитный указатель фамилий и лиц, упоминаемых в Боярских книгах, хранящихся в I-ом отделении московского архива министерства юстиции, с обозначением служебной деятельности каждого лица и годов состояния, в занимаемых должностях. М., Типогр: С. Селивановского. 1853 г. Нечаевы. стр. 292.
12. ↑   Объект культурного наследия № 4810010000№ 4810010000